# Teide

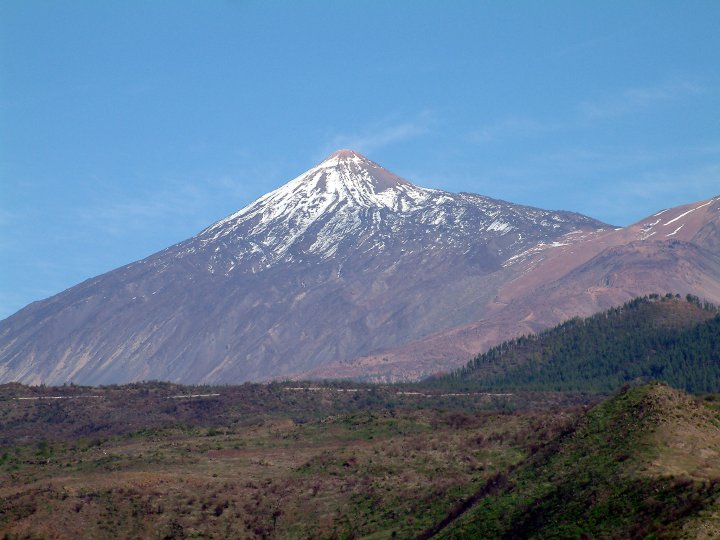
Teide sedd söderifrån under vintertid.

Teide är en vulkan på Teneriffa, Kanarieöarna. Den är med sina  3 718 meter Spaniens högsta berg, och den tredje största vulkanen på jorden. Vulkanen betraktas som vilande - ”sovande”. Det är möjligt att den kan få nya utbrott i framtiden.
Vulkanen omgärdas av en nationalpark som heter Parque Nacional de las Cañadas del Teide. Storleken på nationalparken är 13 571 hektar och förklarades som naturskyddsområde 1954. Den är Spaniens mest besökta nationalpark med cirka 3 miljoner besökare årligen. Teide med omgivning är ett världsarv sedan 2007.

## Historia
Det har alltid funnits en vulkan på Teneriffa, eftersom ön är uppbyggd av vulkaniskt material. Ursprungligen har vulkanen antagligen bildats från en het-zon under Kanarieöarna. Själva Teide bildades när den gamla vulkanen där Teide nu ligger hade ett kraftigt utbrott. Allteftersom vulkanen har haft utbrott har en vulkankon bildats på centrala Teneriffa, och det är den som är känd som Teide.
Det finns också många andra små kratrar runt om den stora som har haft utbrott senare än huvudkratern Teide, som hade sitt senaste utbrott 1909. Teide hade även ett utbrott 1492 som uppmärksammades av Christofer Columbus i samband med hans första seglats till Amerika, och nedtecknades i hans loggbok. Däremellan var det också ett mindre utbrott 1798.
Vulkanen Teide var en helig plats för Teneriffas urbefolkning, guancherna. De trodde att det var ingången till helvetet, och att djävulen Guayota bodde där nere. På guanche, urbefolkningens språk, hette vulkanen från början Echeide ("helvetet"), vilket senare blev Teide. Bergets fullständiga namn på spanska är Pico de Teide, och det har fått ge namn åt berget Mons Pico på Månen.

## Natur
I nationalparken finns det flera unika djur- och växtarter, som anpassat sig till det speciella klimatet vid Teide. Bland blommor kan nämnas Teide-ginsten, som har vitrosa blommor, och Teide-violen, som är en botanisk raritet vilken har acklimatiserat sig för Teides torra pimpstenssluttningar och växer på ända upp till 3 200 meters höjd. Teneriffablåfinken med sina blå fjädrar är helt unik för Teneriffa.

## Transport

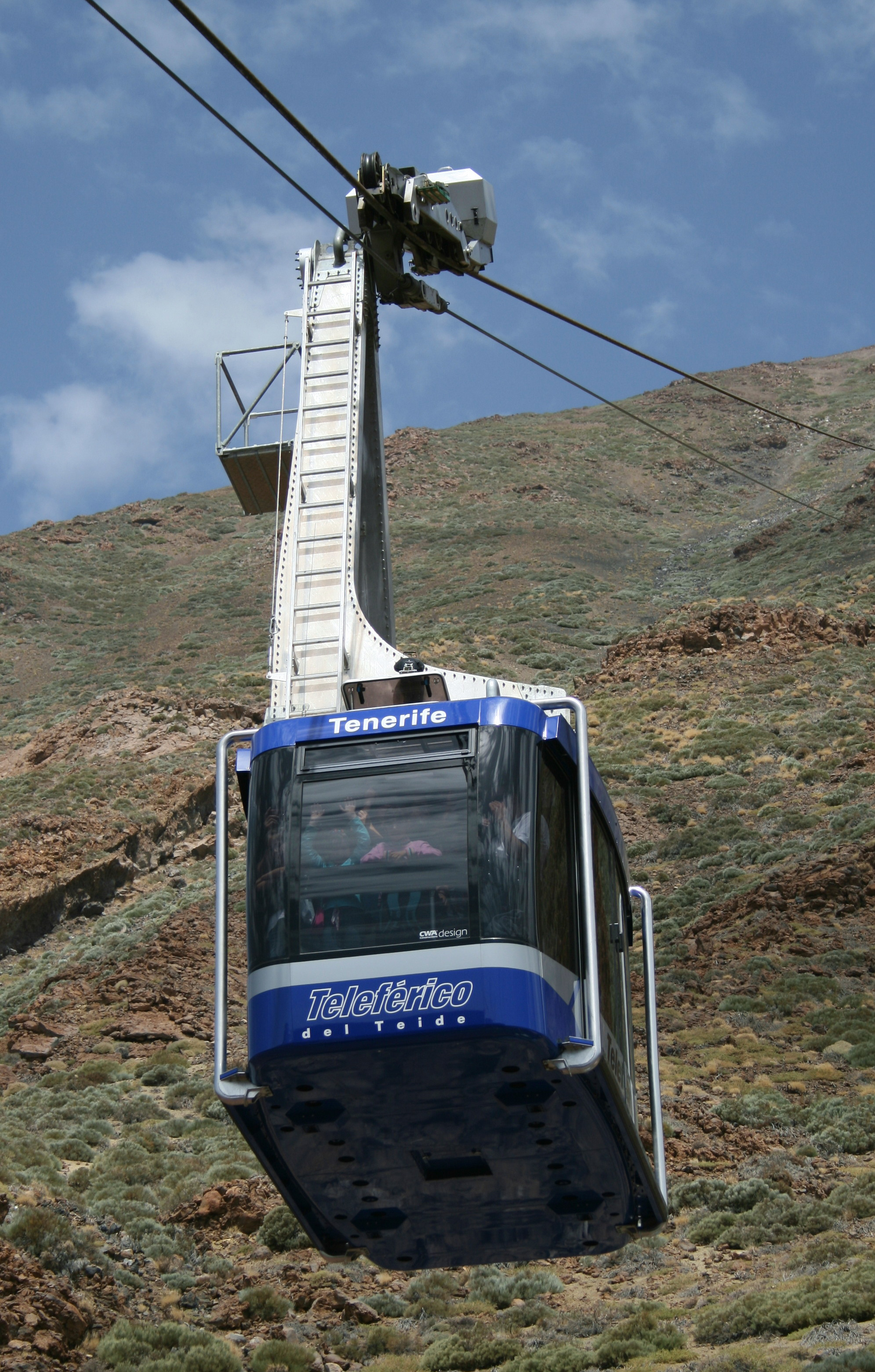
Kabinbanan på Teide, byggd år 1999, lastar max 35 personer per kabin och transporttiden uppgår till 8 minuter.

Till Teide leder fyra bilvägar (en i varje väderstreck) slingrande upp på över 2 000 meters höjd. Vid sidan av vägen finns tät skog av kanarietall hela vägen upp till nationalparken. Den norra vägen utgår vid Los Rodeos flygplats och är den kortaste. Den västra genom La Orotava-dalen är slingrig och mer krävande. De övriga ger utsikt över skogen av kanarietall som omger vulkanen upp till den plattformslika calderan. Vulkantoppen kan nås med en 2 482 meter lång kabinbana, med toppstation på 3 555 meter över havet – 163 höjdmeter från toppen. För att nå högsta toppen krävs särskilt tillstånd, som kan sökas på parkens huvudkontor i Santa Cruz eller från nationalparkens webbadress.